# Église Saint-Barthélémy de Garrigues
L'église Saint-Barthélémy de Garrigues est une église romane située à Garrigues dans le département français de l'Hérault en région Occitanie.

## Historique
Garrigues est mentionnée sous le nom de Mansus de Garricis en 1097 dans le cartulaire de l'abbaye de Gellone.
L'église Saint-Barthélémy est construite au XIIe siècle.
Elle ne fait l'objet ni d'un classement ni d'une inscription au titre des monuments historiques.

## Architecture

### Le chevet
L'église possède un beau chevet roman composé d'une abside semi-circulaire unique couverte de tuiles.
Reposant sur un soubassement constitué de cinq assises de moellons environ, ce chevet est édifié en pierres de taille assemblées en moyen appareil, sauf sous la corniche, où la maçonnerie est faite de moellons.
L'abside est percée d'une fenêtre axiale à double ébrasement sans décoration, et de neuf trous de boulin (trous destinés à ancrer les échafaudages) disposés en oblique.

Le chevet
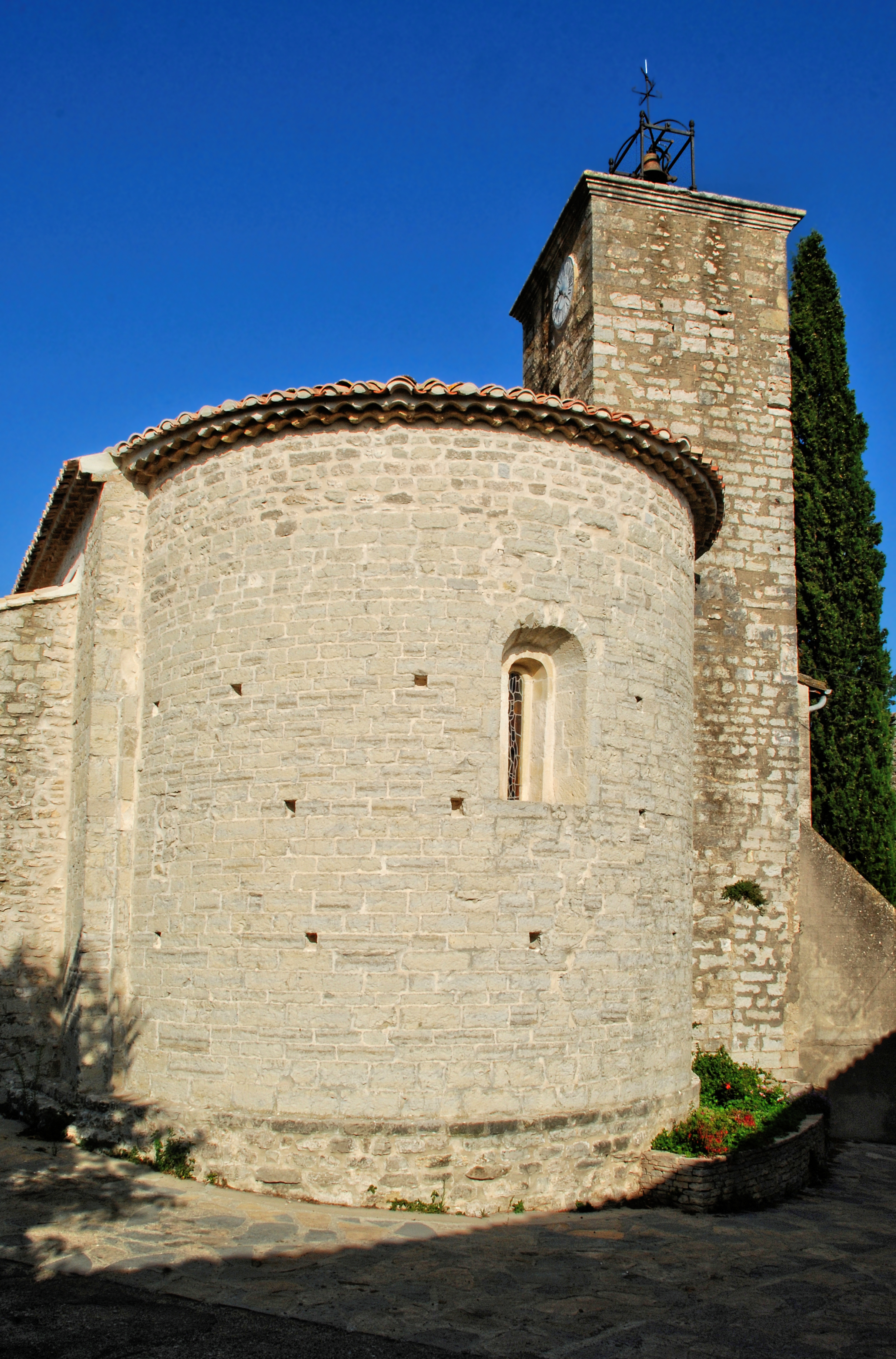
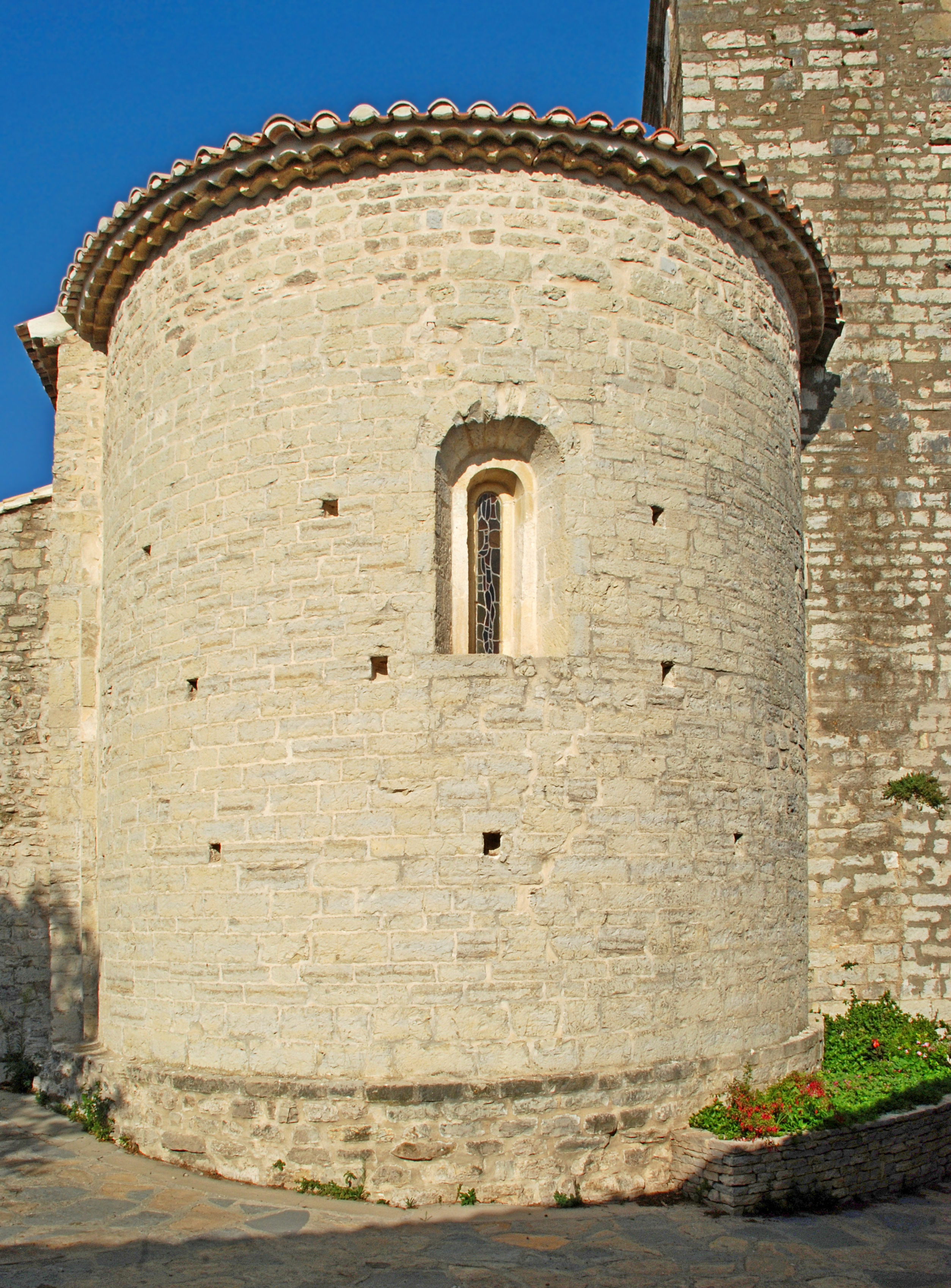
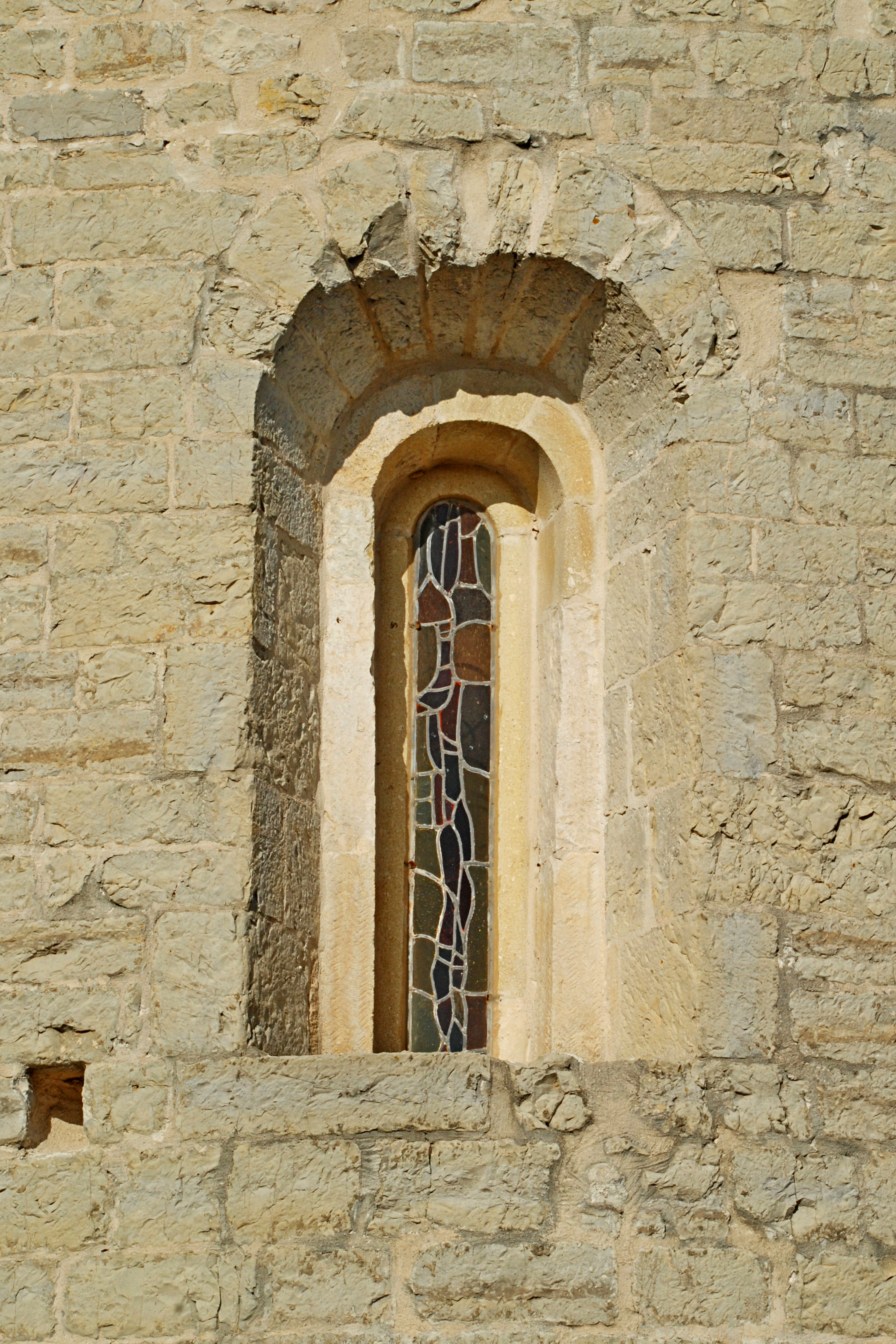

### Les façades
À l'ouest, l'église présente une façade de moellons au tracé polygonal. 
Cette façade est percée au rez-de-chaussée d'une porte rectangulaire précédée de quelques marches et surmontée d'un linteau monolithe massif.
Cette porte est surmontée d'une fenêtre à simple ébrasement et à arc surbaissé, ainsi que d'un clocheton comportant une baie campanaire unique et surmonté d'une croix en pierre.
La façade méridionale, très courte, présente comme principal attrait une belle arcade aveugle (ou murée) surmontée d'une archivolte à triple voussure : la voussure centrale est un arc torique (boudin) porté par deux colonnettes tandis que la voussure externe est faite de claveaux polychromes.

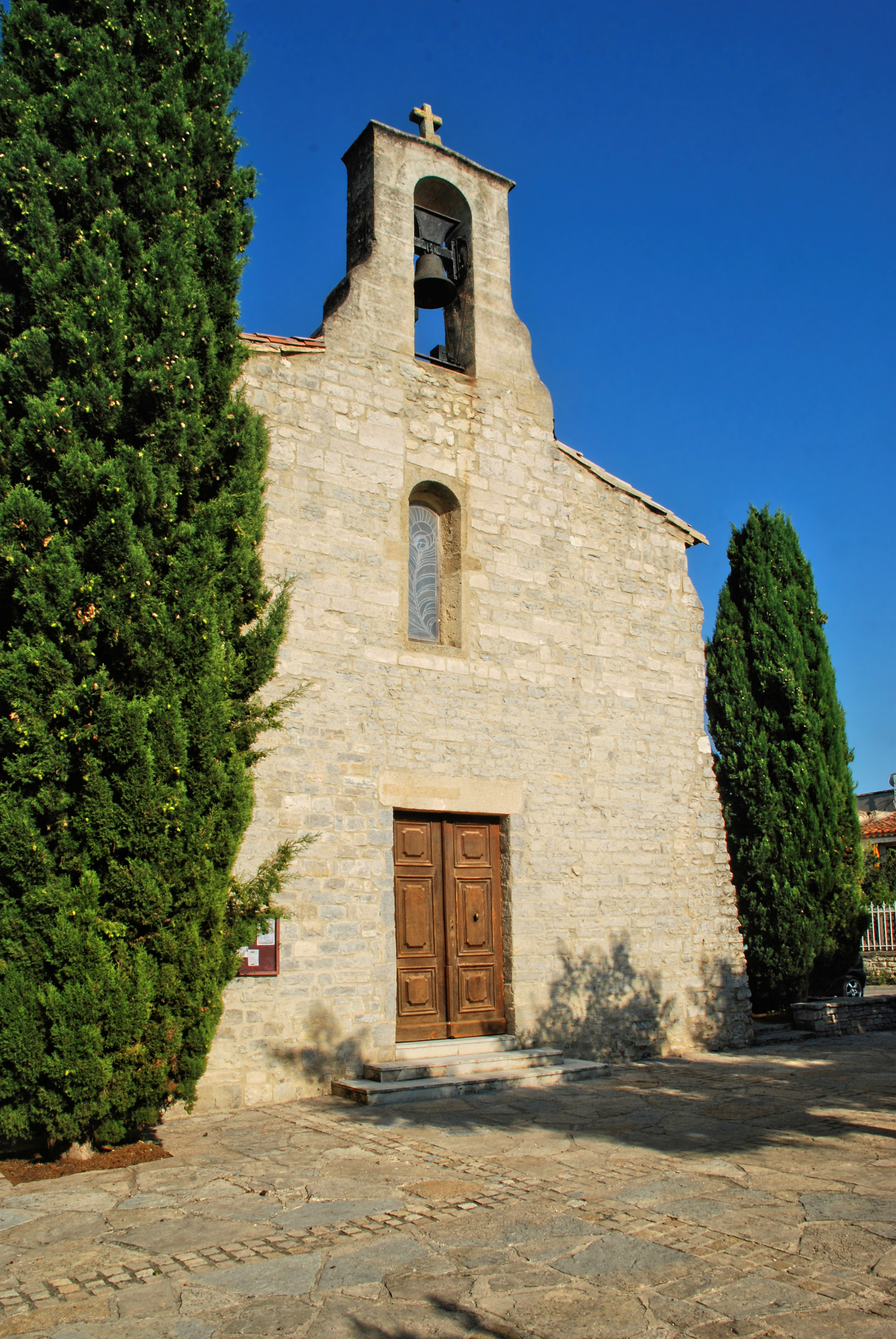
La façade occidentale.
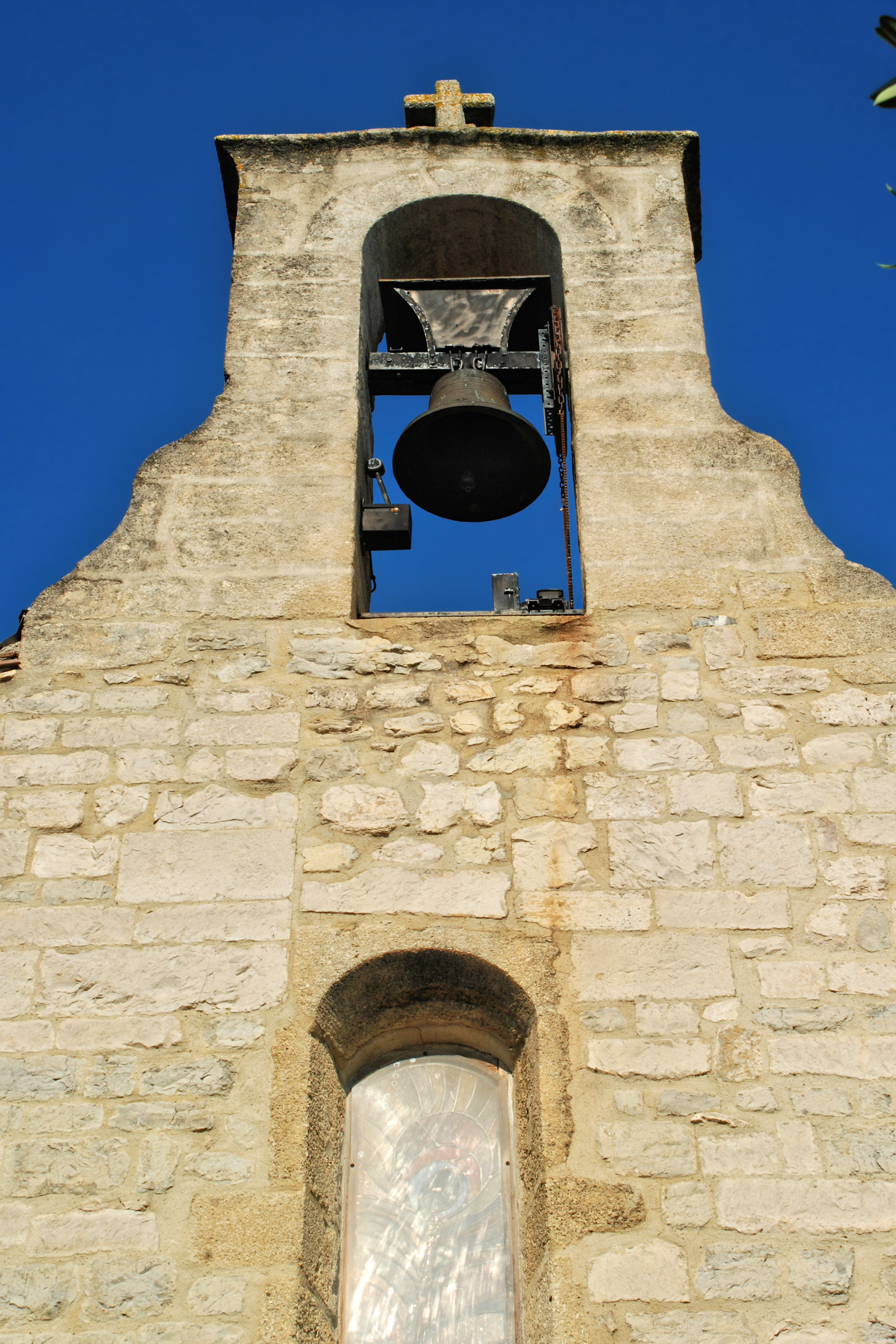
Le clocheton.
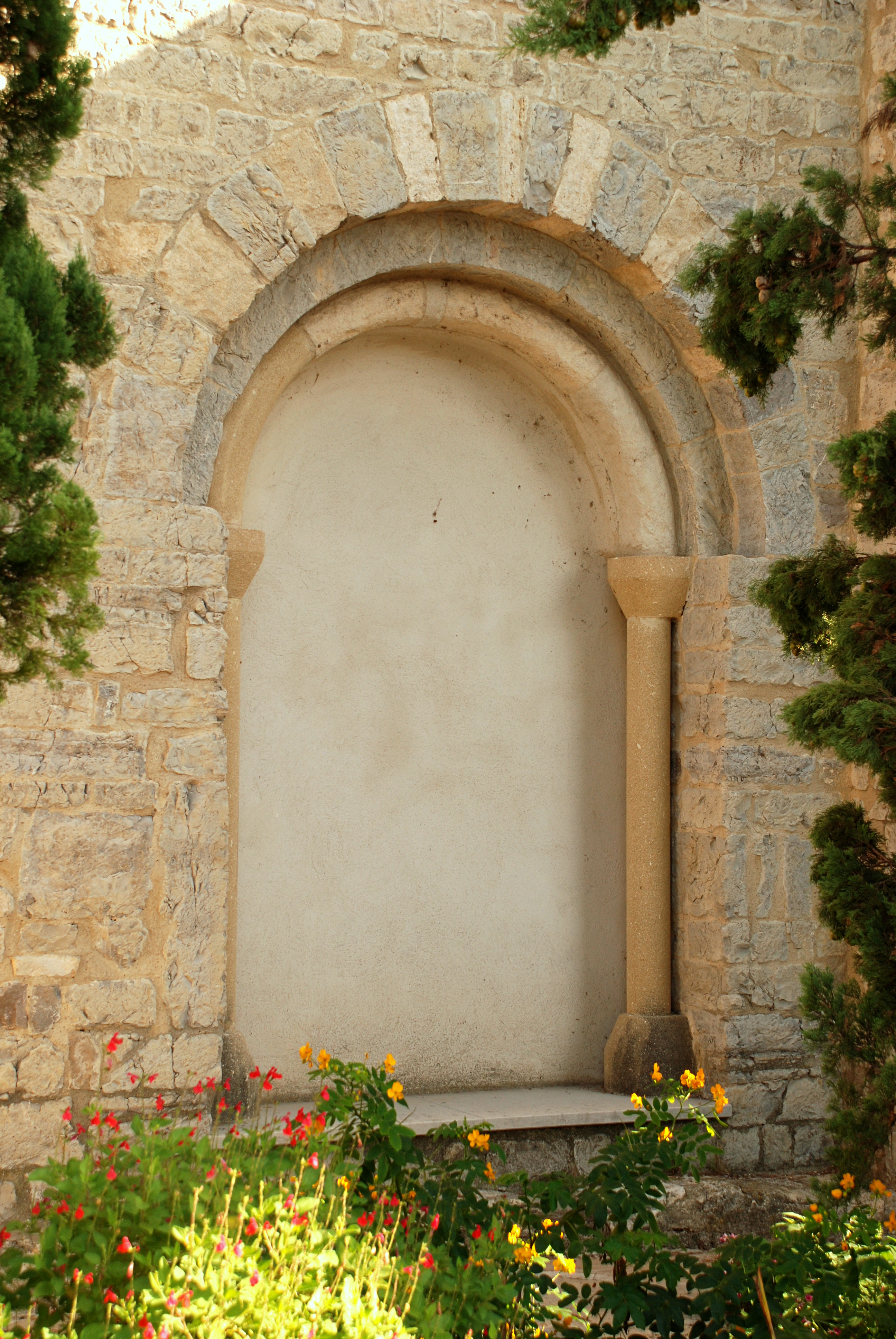
Arcade murée.